# Jason Rogers (szermierz)
Jason Nicholas Rogers (ur. 14 kwietnia 1983 w Houston) – amerykański szermierz, szablista, srebrny medalista olimpijski.
Na igrzyskach olimpijskich w Atenach w 2004 roku zajął 4. miejsce drużynowo i 25. indywidualnie. Na rozgrywanych cztery lata później igrzyskach olimpijskich w Pekinie reprezentacja USA w składzie: Timothy Morehouse, Jason Rogers, Keeth Smart i James Williams zdobyła srebrny medal w rywalizacji drużynowej. W zawodach indywidualnych zajął 28. miejsce. 
Nie zdobył medalu mistrzostw świata. Zdobył za to złoty medal drużynowo i brązowy indywidualnie podczas igrzysk panamerykańskich w Santo Domingo w 2003 roku.
Kilkukrotnie zdobywał medale mistrzostw panamerykańskich, w tym złote: drużynowo na MP w Montrealu (2007), MP w Querétaro (2008) i MP w San Salvador (2009) i indywidualnie podczas MP w San Salvador (2009).